# Syneilesis subglabrata
Syneilesis subglabrata là một loài thực vật có hoa trong họ Cúc. Loài này được (Yamam. & Sasaki) Kitam. miêu tả khoa học đầu tiên năm 1934.